# Španjolske autonomne zajednice
Pedeset španjolskih provincija raspoređeno je u sedamnaest autonomnih zajednica (španjolski comunidades autónomas), te dva afrička autonomna grada (španjolski ciudades autonomas) – Ceuta i Melilla. 
Autonomne zajednice imaju široku zakonodavnu i izvršnu autonomiju, vlastiti parlament i regionalnu vladu. Raspodjela ovlasti je različita za svaku autonomnu zajednicu, ovisno o njihovim vlastitim statutima autonomije (španj. estatuto de autonomía). De facto postoji razlika između povijesnih regija (nacija) (Baskija, Katalonija, Galicija i Andaluzija) i ostalih. Povijesne regije, iako se u Ustavu Španjolske nigdje poimence ne spominju, imaju uglavnom veći djelokrug; na primjer Baskija i Katalonija imaju vlastitu policiju, koja ima široke ovlasti - Ertzaintza u Baskiji i Mossos d'Esquadra u Kataloniji, dok druge zajednice imaju ograničene snage (kao npr. Policía Autonómica Andaluza) ili ih uopće nemaju.
Ustav Španjolske priznaje i jamči pravo na autonomiju povijesnim nacijama i regijama. To se prije svega odnosi na one regije koje su od središnje vlasti dobile određene povlastice, u neki slučajevima i prije nekoliko stoljeća. Ta prava ostvaruju se kroz njihove statute autonomije. 
Prvotna namjera nije bila da svi dijelovi Španjolske postanu autonomne zajednice, nego da se samo tzv. povijesnim nacijama prizna to pravo. Međutim, dok se pripremao ustav, izbili su demonstracije stanovnika Andaluzije, koji su željeli svoje pravo na autonomiju, te je 4. prosinca 1977. godine na ulici Andaluzije izišlo gotovo milijun i pol ljudi. To je dovelo do ubacivanja dva članka u konačni tekst Ustava 1978. godne: članak 143., koji daje mogućnost svim regijama da postanu autonomne zajednice (Ustav kaže da se provincije koje međusobno graniče i koje imaju zajedničke povijesne, kulturne i gospodarske veze, mogu konstituirati kao autonomna zajednica radi ostvarivanja svog prava na autonomiju) s izvjesnim stupnjem ograničenog prijenosa ovlasti; i članak 151., koji utvrđuje postupak za preuzimanje većih ovasti od države. 
Članak 151. španjolskog Ustava automatski uključuje povijesne nacije, koje su uživale autonomiju za vrijeme Druge Španjolske Republike a koju su na temelju Ustava iz 1931. godine imale Baskija, Katalonija i Galicija, sve dok Španjolski građanski rat nije srušio taj eksperimet. Ipak, ovaj članak također nudi mogućnost drugim regijama da postignu isti stupanj autonomije, ako tako bude odlučeno na referendumu.
Statut autonomije za Andaluziju izradio je Blass Infante te ga je parlament izglasao u lipnju 1936. i trebao je biti odobren na referendumu u rujnu 1936. godine. Međutim, početak građanskog rata u srpnju i ubojstvo Infantea koje su počinili Francovi pobunjenici iste godine, označio je kraj autonomaškog projekta za Andaluziju. 
Zbog toga, Andaluzija nije nikad bila priznata kao povijesna nacija u Ustavu iz 1978. To je bio uzrok velikoj srdžbi koja je dovela do velike kampanje u Andaluziji, a koja je rezultirala uspješnim referendumom 28. veljače 1980. Međutim, Andaluzija je morala pričekati još dvije godine, nakon brojnih političkih previranja i neispunjenih obećanja, da se pridruži Baskiji, Kataloniji i Galiciji, u dobivanju većeg stupnja autonomije.
Od tada i ostale autonomne zajednice žele postići viši stupanj autonomije, kao i prethodne, ali prema postupku previđenim člankom 143. Ustava, tzv. autonomija na sporoj traci.

## Autonomne zajednice i provincije
Lista autonomnih zajednica, njihovih glavnih gradova, te provincija na koje se dijele, i njihovih glavnih gradova:
| Autonomna zajednica                                                     | Glavni grad                                         | Provincija                        | Glavni grad                                    |
| ----------------------------------------------------------------------- | --------------------------------------------------- | --------------------------------- | ---------------------------------------------- |
| Andaluzija šp. Andalucía                                                | Sevilla                                             | Almería                           | Almería                                        |
| Andaluzija šp. Andalucía                                                | Sevilla                                             | Cádiz                             | Cádiz                                          |
| Andaluzija šp. Andalucía                                                | Sevilla                                             | Córdoba                           | Córdoba                                        |
| Andaluzija šp. Andalucía                                                | Sevilla                                             | Granada                           | Granada                                        |
| Andaluzija šp. Andalucía                                                | Sevilla                                             | Huelva                            | Huelva                                         |
| Andaluzija šp. Andalucía                                                | Sevilla                                             | Jaén                              | Jaén                                           |
| Andaluzija šp. Andalucía                                                | Sevilla                                             | Málaga                            | Málaga                                         |
| Andaluzija šp. Andalucía                                                | Sevilla                                             | Sevilla                           | Sevilla                                        |
| Aragonija šp. Aragón                                                    | Zaragoza                                            | Huesca                            | Huesca                                         |
| Aragonija šp. Aragón                                                    | Zaragoza                                            | Teruel                            | Teruel                                         |
| Aragonija šp. Aragón                                                    | Zaragoza                                            | Zaragoza                          | Zaragoza                                       |
| Kneževina Asturija španj. Principado de Asturias as. Asturies           | Oviedo as. Uviéu                                    | Asturija as. Asturies             | Oviedo as. Uviéu                               |
| Baleari šp. Islas Baleares kat. Illes Balears                           | Palma de Mallorca                                   | Islas Baleares kat. Illes Balears | Palma de Mallorca                              |
| Baskija ili Euskadi šp. País Vasco ili Euskadi eu. Euskadi              | Vitoria eu. Gasteiz                                 | Álava eu. Araba                   | Vitoria eu. Gasteiz                            |
| Baskija ili Euskadi šp. País Vasco ili Euskadi eu. Euskadi              | Vitoria eu. Gasteiz                                 | Guipúzcoa eu. Gipuzkoa            | San Sebastián eu. Donostia                     |
| Baskija ili Euskadi šp. País Vasco ili Euskadi eu. Euskadi              | Vitoria eu. Gasteiz                                 | Vizcaya eu. Bizkaia               | Bilbao eu. Bilbao / Bilbo                      |
| Kanari šp. Islas Canarias                                               | Santa Cruz de Tenerife i Las Palmas de Gran Canaria | Santa Cruz de Tenerife            | Santa Cruz de Tenerife                         |
| Kanari šp. Islas Canarias                                               | Santa Cruz de Tenerife i Las Palmas de Gran Canaria | Las Palmas                        | Las Palmas de Gran Canaria                     |
| Kantabrija šp. Cantabria                                                | Santander                                           | Cantabria                         | Santander                                      |
| Katalonija šp. Cataluña kat. Catalunya                                  | Barcelona                                           | Barcelona                         | Barcelona                                      |
| Katalonija šp. Cataluña kat. Catalunya                                  | Barcelona                                           | Girona špa. Gerona                | Girona kat. Gerona                             |
| Katalonija šp. Cataluña kat. Catalunya                                  | Barcelona                                           | Lleida špa. Lérida                | Lleida kat. Lérida                             |
| Katalonija šp. Cataluña kat. Catalunya                                  | Barcelona                                           | Tarragona                         | Tarragona                                      |
| Kastilja-La Mancha šp. Castilla-La Mancha                               | Toledo                                              | Albacete                          | Albacete                                       |
| Kastilja-La Mancha šp. Castilla-La Mancha                               | Toledo                                              | Ciudad Real                       | Ciudad Real                                    |
| Kastilja-La Mancha šp. Castilla-La Mancha                               | Toledo                                              | Cuenca                            | Cuenca                                         |
| Kastilja-La Mancha šp. Castilla-La Mancha                               | Toledo                                              | Guadalajara                       | Guadalajara                                    |
| Kastilja-La Mancha šp. Castilla-La Mancha                               | Toledo                                              | Toledo                            | Toledo                                         |
| Kastilja i León šp. Castilla y León                                     | Valladolid                                          | Ávila                             | Ávila                                          |
| Kastilja i León šp. Castilla y León                                     | Valladolid                                          | Burgos                            | Burgos                                         |
| Kastilja i León šp. Castilla y León                                     | Valladolid                                          | León                              | León                                           |
| Kastilja i León šp. Castilla y León                                     | Valladolid                                          | Palencia                          | Palencia                                       |
| Kastilja i León šp. Castilla y León                                     | Valladolid                                          | Salamanca                         | Salamanca                                      |
| Kastilja i León šp. Castilla y León                                     | Valladolid                                          | Segovia                           | Segovia                                        |
| Kastilja i León šp. Castilla y León                                     | Valladolid                                          | Soria                             | Soria                                          |
| Kastilja i León šp. Castilla y León                                     | Valladolid                                          | Valladolid                        | Valladolid                                     |
| Kastilja i León šp. Castilla y León                                     | Valladolid                                          | Zamora                            | Zamora                                         |
| Ekstremadura šp. Extremadura                                            | Mérida                                              | Badajoz                           | Badajoz                                        |
| Ekstremadura šp. Extremadura                                            | Mérida                                              | Cáceres                           | Cáceres                                        |
| Galicija šp. Galicia gal. Galiza ili Galicia                            | Santiago de Compostela                              | A Coruña gal. A Coruña            | La Coruña gal. A Coruña                        |
| Galicija šp. Galicia gal. Galiza ili Galicia                            | Santiago de Compostela                              | Lugo                              | Lugo                                           |
| Galicija šp. Galicia gal. Galiza ili Galicia                            | Santiago de Compostela                              | Ourense špa. Orense               | Ourense špa. Orense                            |
| Galicija šp. Galicia gal. Galiza ili Galicia                            | Santiago de Compostela                              | Pontevedra                        | Pontevedra                                     |
| La Rioja                                                                | Logroño                                             | La Rioja                          | Logroño                                        |
| Zajednica Madrida šp. Comunidad de Madrid                               | Madrid                                              | Zajednica Madrida                 | Madrid                                         |
| Regija Murcia šp. Región de Murcia                                      | Murcia                                              | Murcia                            | Murcia                                         |
| Navarra eu. Nafarroa                                                    | Pamplona eu. Iruña                                  | Navarra eu. Nafarroa              | Pamplona eu. Iruña                             |
| Valencijska Zajednica šp. Comunidad Valenciana vl. Comunitat Valenciana | Valencia                                            | Alicante vl. Alacant              | Alicante vl. Alacant                           |
| Valencijska Zajednica šp. Comunidad Valenciana vl. Comunitat Valenciana | Valencia                                            | Castellón vl. Castelló            | Castellón de la Plana vl. Castelló de la Plana |
| Valencijska Zajednica šp. Comunidad Valenciana vl. Comunitat Valenciana | Valencia                                            | Valencia vl. València             | Valencia vl. València                          |

## Autonomni gradovi
Dva su autonomna grada u Africi:
| Zastava | Autonomni grad |
| ------- | -------------- |
|         | Ceuta          |
|         | Melilla        |

## Područja suverenosti
Pet je područja suverenosti (španj. plazas de soberanía) u blizini Maroka, pod izravnom španjolskom upravom. Termin područje suverenosti povijesno se dodjeljivao (XIX. i XX. stoljeće) španjolskim posjedima u sjevernoj Africi koji nisu spadali pod španjolski protektorat u Maroku. 
Područja suverenosti dijele se na velika i mala. Velika su:
- Ceuta i Melilla koji imaju status autonomnog grada, status između općine i autonomne zajednice (npr. ne mogu donositi autonomne zakone)

Mala područja suverenosti su:
- Čafarinski otoci
- Otočje Alhucemas
- Peñón de Vélez de la Gomera

Valja spomenuti da su područja suverenosti, kao dio Španjolske, također dio Europske unije.